# Buxton (Oregon)
Buxton az Amerikai Egyesült Államok Oregon államának Washington megyéjében, az Oregon Route 47 közelében elhelyezkedő önkormányzat nélküli település.
Banks, Manning és Buxton 1954-ben létrehozta a Tri-City (ma banksi) tűzoltósági körzetet.

## Története
Henry Buxton Jr. 1884-ben telepedett le, a helység nevét családjáról kapta. Az 1886. december 27-én megnyílt posta első vezetője Henry T. Buxton volt; a hivatal körülbelül 1976-ban zárt be. Az iskola 1938 körül épült és 1998-ban zárt be; épületét 2000-ben a Banks Christian Academy vásárolta meg, akik 2015 júniusában átadták a Faith Bible Christian Schoolnak. A Portland, Astoria & Pacific Railroad vasútállomása a Mendenhall-patak mellett helyezkedett el.

## Éghajlat
A település éghajlata mediterrán (a Köppen-skála szerint Csb).

## Fordítás
- Ez a szócikk részben vagy egészben  a   Buxton, Oregon című angol Wikipédia-szócikk ezen változatának fordításán alapul.  Az eredeti cikk szerkesztőit annak laptörténete sorolja fel. Ez a jelzés csupán a megfogalmazás eredetét és a szerzői jogokat jelzi, nem szolgál a cikkben szereplő információk forrásmegjelöléseként.